# Namur Angels
Uniformes
Les Namur Angels sont un club de baseball et Softball basé à Namur, en Belgique. Le club est rattaché à la Ligue Francophone belge de baseball et softball.

## Histoire
Le baseball a fait son apparition à Namur en juillet 1989.
Après un début difficile, mais grâce à la ténacité de certains, les Namur Angels se constituent en A.S.B.L.
Quelque temps après, le club a pu bénéficier des précieux conseils d’un entraîneur américain, joueur amateur de baseball aux États-Unis.
Pour la petite histoire, l’intéressé était un militaire affecté à cette époque à la base de Florennes.
C’est sous ses directives que le club s’inscrit au Championnat National de division 4 en 1990.
Ces nouveaux venus au baseball étonnent tout le monde, à tel point, qu’ils remportent le championnat sans essuyer une seule défaite.
C’est au titre de Champion en Division 4 Nationale, en tant que club francophone, que les Namurois sont cités et récompensés par la Fédération Royale Belge de Baseball pour la saison 1990.
Cette victoire a permis au club de monter en Division 3 Nationale.
Depuis 1992, les Namur Angels  ont installé leurs terrains à Wépion et ils ont créé deux nouvelles équipes pour les plus jeunes joueurs : minimes et cadets.
En 1993 l’équipe devient championne de Belgique de division 3, remporte son premier titre du challenge LFFBS, qu’il conserve jusqu’à 1998  inclus, et monte en division 2, dont elle conquiert le titre en 1994. Elle monte en 1re division, mais redescend en division 2 l'année suivante. Championne de division 2 en 1996, elle monte à nouveau en 1re division. Elle y reste de 1997 à 1999. C’est l’apogée du club : en 1998 il devient champion de Belgique, et gagne le challenge LFBBS, puis remporte la coupe d’Europe CEB B en 1999. Revenu en division 2 en 2000, le club rejoue en division 1 à partir de 2004. En 2005 le club remporte de nouveau le challenge LFBBS, ainsi qu'en 2006.
Les Namur Angels, grâce à leur équipe de baseball et leur équipe de softball dames, ont obtenu les prix du Mérite Sportif de la ville de Namur 2011.
En 2013, le Trophée de la Reconnaissance a été décerné à M. et Mme. Heymans, fondateurs du club

## Palmarès
- Coupe d’Europe CEB B : 1999.
- Championnat de Belgique : 1998.
- Vainqueur du Challenge LFBBS : 1993, 1994, 1995, 1996, 1997, 1998, 2005, 2006.
- 2008 : baseball l'équipe Cadet est Championne de Belgique.
- 2011 : baseball l'équipe Réserves Championne de Belgique.
- 2011 : l’équipe Softball Dames accède à la division 1 nationale.
- 2011 : baseball équipe Première vice-championne de Belgique en division 1,  gagne sa place en Coupe d’Europe.
- 2012 : Organisation et participation à coupe d'Europe CEB B